# Einsatzkraft
Einsatzkräfte ist der Sammelbegriff für alle am Ablauf eines Einsatzes beteiligten Personen. Das können Mitarbeiter der Feuerwehr, des Rettungsdienstes, der Polizei oder anderer Hilfsorganisationen sein.
Einsatzkräfte treten niemals als Einzelperson auf, sondern sind Teil einer organisierten Hilfsmaßnahme, welcher von einer Einsatzleitung koordiniert wird. Dabei ergänzen sich die Einsatzkräfte gegenseitig zur Bewältigung des Einsatzes.
Einsatzkräfte müssen im Verkehrswesen stets kennzeichnende Warnkleidung tragen und müssen sich durch geeignete Verkehrssicherungsmittel oder Verkehrssicherungsposten absichern.
Nach belastenden Einsätzen können Einsatzkräfte im Rahmen der Einsatznachsorge durch psychosoziale Notfallversorgung unterstützt werden. So soll die Unterstützung durch eigens geschulte Einsatzkräfte (Peers) dazu dienen, psychisch belastende Einsätze und Stress besser zu bewältigen.

## Gesetzliches

### Deutschland
Im Straßenverkehr ist Einsatzkräften bei an den Fahrzeugen gemäß § 38 („Wegerecht“) StVO (Sonderrechte) eingeschaltetem Einsatzhorn (landläufig Sondersignal genannt) umgehend freie Fahrt zu gewähren. Ist Dringlichkeit geboten dürfen Einsatzkräfte gemäß § 35 („Sonderrechte“) auch gegen die Fahrtrichtung fahren.
Damit Einsatzkräfte schneller den Einsatzort erreichen, ist gemäß § 11 Abs. 2 StVO (Besondere Verkehrslagen) eine Rettungsgasse zu bilden und die Vorfahrtsregel trotz grüner Ampel bei gleichzeitig sich näherndem Einsatzfahrzeug außer Kraft gesetzt. Fahrzeugführer müssen gegebenenfalls in die Kreuzung hineinfahren, um eine Rettungsgasse zu bilden, dürfen aber nicht mit dem Einsatzfahrzeug durchrutschen.